# Chiesa di San Rocco (Guardia Sanframondi)
La chiesa di San Rocco è una architettura religiosa sita nel comune di Guardia Sanframondi.

## Storia
Nel XVI secolo a Guardia si sviluppò una malattia contagiosa, probabilmente la peste. I numerosi cadaveri furono riposti nelle fosse della chiesa madre, ma non potendone più accogliere, si dispose che i morti fossero inumati in una collinetta poco distante dal centro abitato, oltre il torrente Ratello, dove fu piantata una grossa croce di legno di quercia ad indicare il nuovo cimitero. 
Cessata l'epidemia, nel 1515 proprio in quel luogo fu fatta costruire una piccola cappella in onore ai Santi Angeli e Rocco che, negli anni a seguire, non potendo più accogliere tutti i fedeli si pensò di ingrandirla. Tuttavia, si optò per la costruzione di una nuova chiesa consacrata a San Rocco, mentre quella più piccola venne denominata Santa Maria degli Angeli. 
Nel 1593 l'Universitas vi annesse anche un ospedale. Distrutta dal terremoto del 5 giugno 1688, fu ricostruita. Anche il terremoto del 1805 la lesionò gravemente ma venne restaurata.

## Descrizione
La chiesa si presenta a pianta ottagonale con cupola a base circolare.
L'interno, ricco di stucchi, conservava sui tre altari altrettante tele del De Matteis attualmente raccolte in altro sito dato che l'edificio, inagibile, è in attesa di restauri. 
Fra le tre tele del De Matteis è assai pregevole quella raffigurante il "Trionfo di san Rocco" che è esposta nel Santuario-basilica dell'Assunta, a destra dell'ingresso.
All'interno della chiesa uno stucco con le sigle "A.G.P." ricorda che l'edificio dipendeva amministrativamente dalla chiesa dell'Annunciata-Ave Gratia Plena.

## Galleria d'immagini

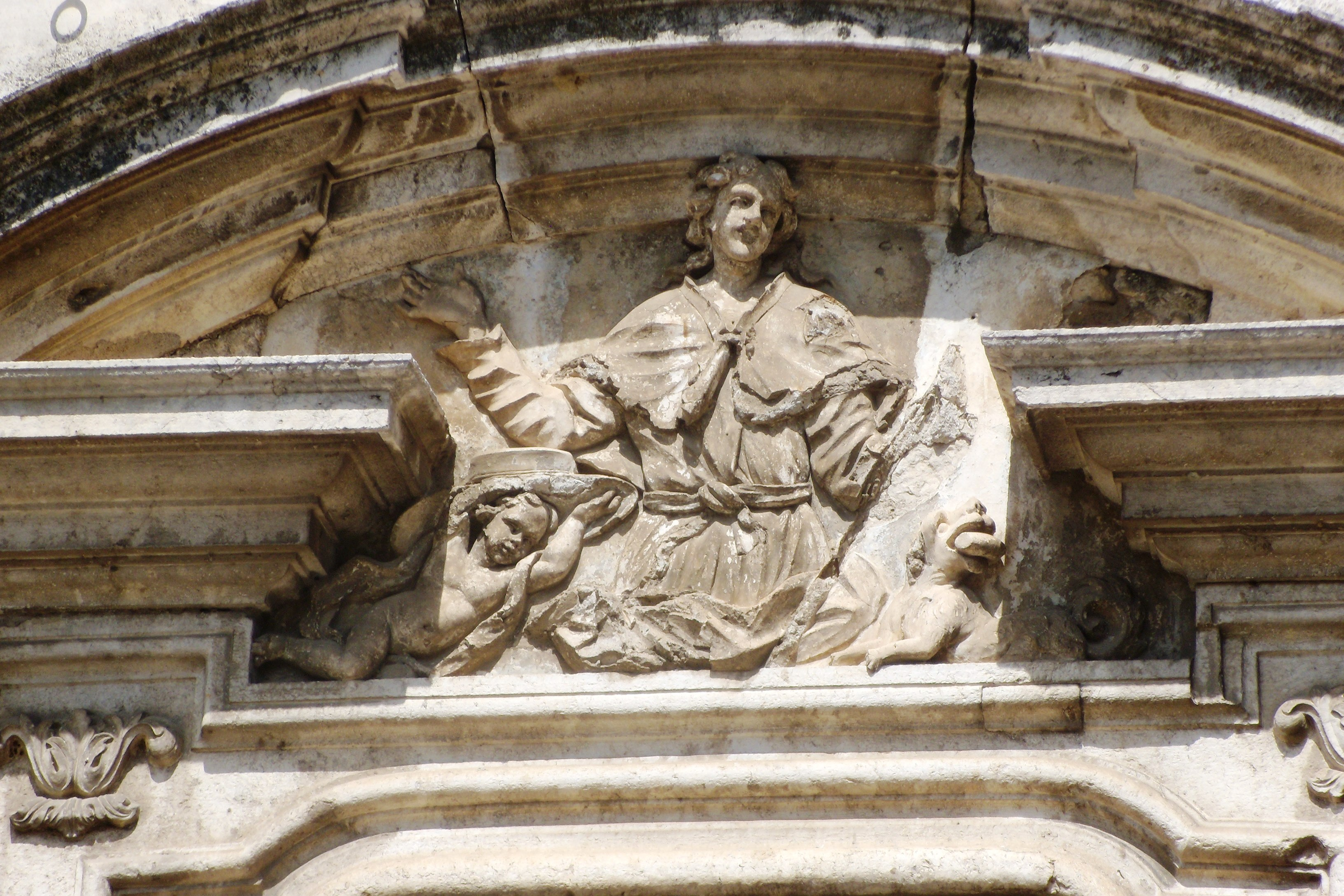
Stucco sul portale di ingresso.
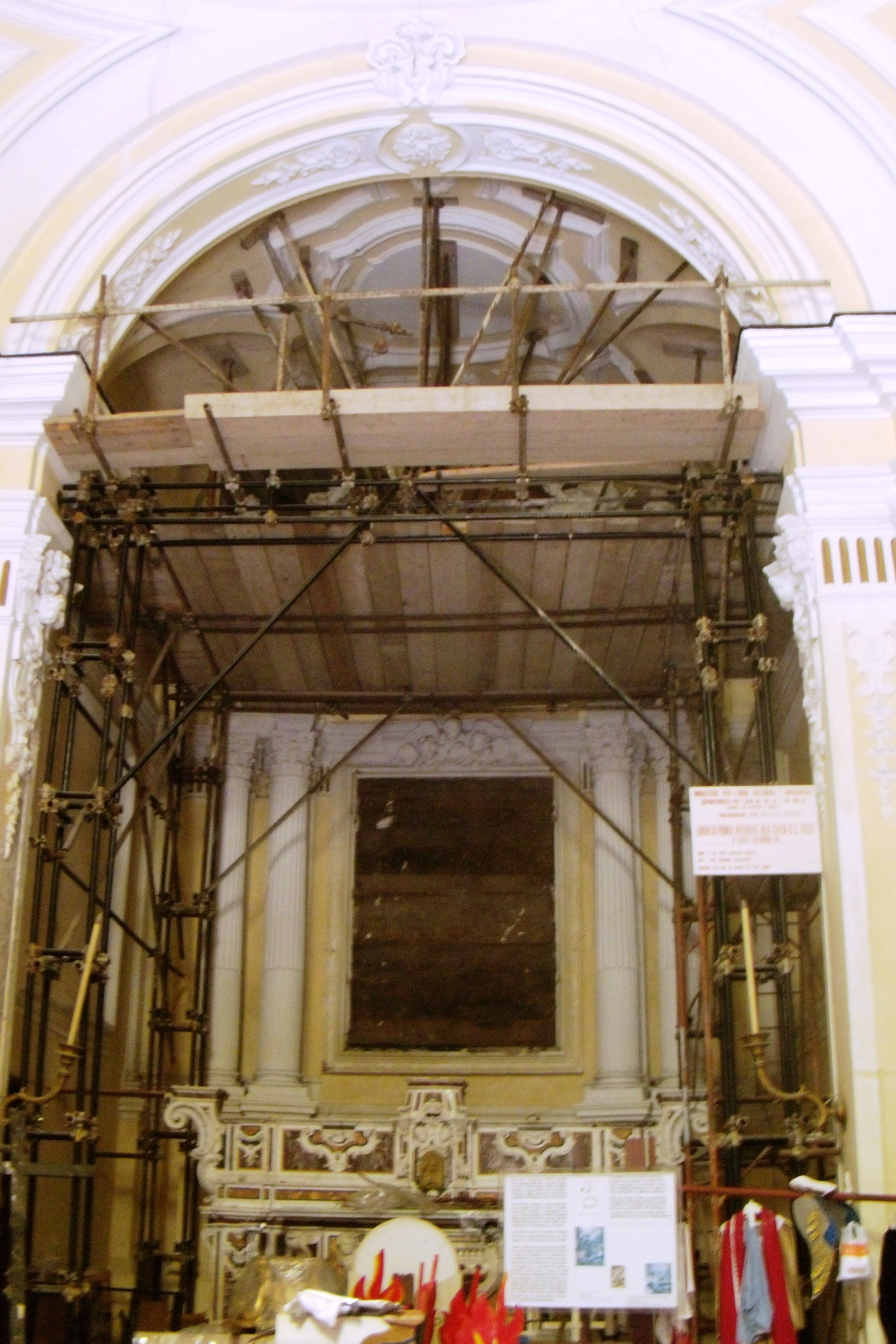
L'interno puntellato (agosto 2010).
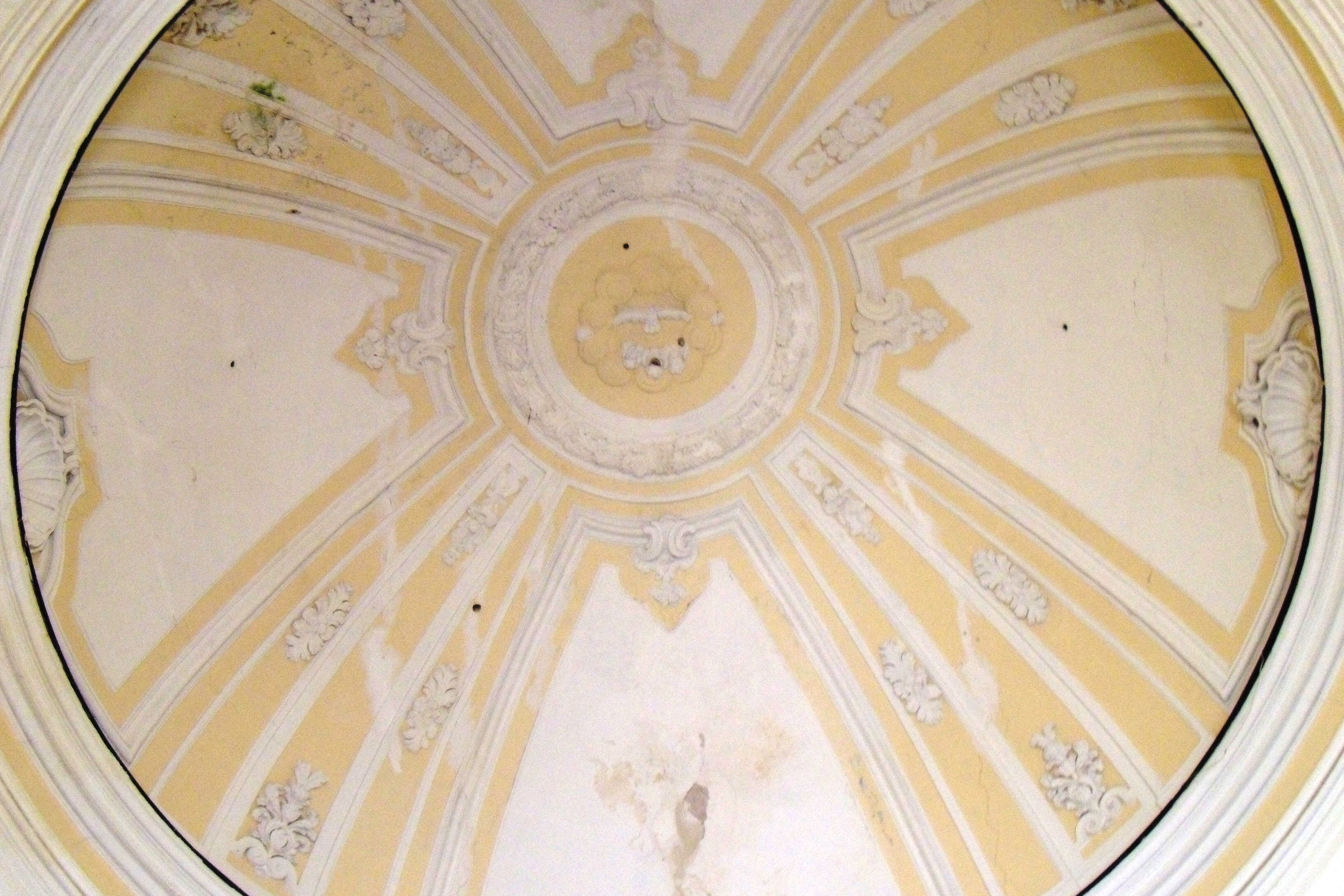
La cupola.